# Tony Yoka
Tony Victor James Yoka (Parigi, 28 aprile 1992) è un pugile francese, della categoria dei pesi supermassimi, vincitore della medaglia d'oro alle olimpiadi di Rio de Janeiro 2016 e alle olimpiadi giovanili di Singapore 2010.

## Carriera pugilistica
Yoka ha partecipato ad due edizione dei giochi olimpici (Londra 2012 e Rio de Janeiro 2016), una dei mondiali (Baku 2011) e una dei giochi olimpici giovanili (Singapore 2010).
È allenato da Mariano Gonzales.

### World Series of Boxing
A partire dalla stagione 2010-2011 è stato ingaggiato dalla squadra dei Paris United, con i quali combatte nella categoria dei pesi massimi alle World Series of Boxing.
Nel corso della stessa stagione ha vinto il titolo di campione delle WSB con la propria squadra, battendo in finale il kazako Ruslan Myrsatayev con il punteggio di 2-1.

### Principali incontri disputati
Statistiche aggiornate al 22 agosto 2016.
| Evento              | Edizione            | Categoria             | Trentaduesimi | Sedicesimi                         | Ottavi                                           | Quarti                              | Semifinale                          | Finale                               | Pos. | Note  |
| ------------------- | ------------------- | --------------------- | ------------- | ---------------------------------- | ------------------------------------------------ | ----------------------------------- | ----------------------------------- | ------------------------------------ | ---- | ----- |
| Olimpiadi giovanili | Singapore 2010      | Supermassimi (+91 kg) | N.D.          | N.D.                               | N.D.                                             | Oleksandr Skoryi ( Ucraina) V RSC 2 | Daniil Svaresciuc ( Moldavia) V 5-0 | Joseph Parker ( Nuova Zelanda) V 8-5 |      | [ 2 ] |
| Mondiali            | Baku 2011           | Supermassimi (+91 kg) | Bye           | Jasem Delavari ( Iran) V 13-11     | Erislandy Savón ( Cuba) P KO                     | non qualificato                     | non qualificato                     | non qualificato                      | 9º   | [ 3 ] |
| Olimpiadi           | Londra 2012         | Supermassimi (+91 kg) | N.D.          | N.D.                               | Simon Kean ( Canada) P 16-+16                    | non qualificato                     | non qualificato                     | non qualificato                      | 9º   | [ 4 ] |
| Mondiali            | Almaty 2013         | Supermassimi (+91 kg) |               | Roberto Cammarelle ( Italia) P 0-3 | non qualificato                                  | non qualificato                     | non qualificato                     | non qualificato                      | 17º  |       |
| Mondiali            | Doha 2015           | Supermassimi (+91 kg) | N.D.          | Bye                                | Wang Zhibao ( Cina) V 3-0                        | Filip Hrgović ( Croazia) V 2-1      | Joseph Joyce ( Regno Unito) V 3-0   | Ivan Dyčko ( Kazakistan) V 3-0       |      |       |
| Olimpiadi           | Rio de Janeiro 2016 | Supermassimi (+91 kg) | N.D.          | N.D.                               | Clayton Laurent ( Isole Vergini Americane) V 3-0 | Hussein Ishaish ( Giordania) V 3-0  | Filip Hrgović ( Croazia) V 2-1      | Joe Joyce ( Regno Unito) V 2-1       |      |       |

## Vita privata
È nato da madre francese e padre congolese. È sposato con Estelle Mossely. Hanno due figli.